# Francisco Javier Tarantino
Francisco Javier Tarantino Uriarte (Bermeo, Vizcaya, 26 de junio de 1984) conocido deportivamente como Tarantino es un exfutbolista español que jugaba de defensa central o lateral izquierdo. 
Formado en las categorías inferiores del Athletic Club, conquistó la Eurocopa sub-16 y los Juegos Mediterráneos con la selección española. 

## Trayectoria

### Inicios en Lezama y cesión al Numancia
Tarantino fue captado por el Athletic Club en 1996, en edad infantil, procedente del Mini Bermeo de su localidad natal. En la temporada 2002-03 promocionó al CD Basconia de Tercera División, donde fue titular como lateral izquierdo. Una campaña después ascendió al Bilbao Athletic de Segunda B, donde jugó como central. Tras comenzar como suplente la siguiente temporada en el filial, fue cedido al CD Numancia de Primera División en enero de 2005.El 30 de enero de 2005 debutó como titular, en Primera División, en un encuentro frente al Real Madrid (1-2) en Los Pajaritos.Se consolidó como titular en el lateral izquierdo hasta final de temporada, por lo que regresó al club rojiblanco de cara a la temporada 2005-06. El club rojiblanco había traspasado a Asier del Horno así que necesitaba a un nuevo lateral izquierdo que hiciera competencia a Javi Casas.

### Athletic Club y etapa en Segunda División
El 2 de octubre de 2005 debutó con el Athletic Club en un partido frente al Villarreal CF (3-1), donde sustituyó a Mari Lacruz que estaba jugando en esa posición en varios encuentros.En la siguiente jornada, disputada el 16 de octubre, se estrenó como titular con el Athletic Club frente al Sevilla FC (0-1), en San Mamés, y fue expulsado en la segunda mitad por una falta a Jesús Navas.Dos meses después repitió titularidad frente al Valencia CF y fue expulsado con roja directa por una dura entrada sobre Miguel Ángel Angulo.En enero de 2006 fue cedido al CD Numancia, ahora en Segunda División, donde volvió a ser titular.En julio se decidió prolongar el préstamo por una temporada más, donde fue titular habitual aunque se perdió bastantes partidos por lesión.
Al término de la temporada, el Athletic Club le reclamó para realizar la pretemporada por lo que su fichaje por el Elche CF se paralizó.Antes de empezar los partidos de pretemporada a las órdenes de Joaquín Caparrós, el técnico del club bilbaíno le descartó y recibió la baja del club rojiblanco.Así pues, en agosto de 2007 aceptó la oferta del Deportivo Alavés de Segunda División y firmó un contrato de dos temporadas.Como le había sucedido el año anterior, las lesiones le tuvieron varios meses de baja pero fue titular cuando estuvo disponible.
El 3 de julio de 2008 firmó un contrato de dos campañas con el Albacete Balompié.En el cuadro manchegó pasó tres temporadas, donde jugó cerca de noventa partidos y sufrió el descenso a Segunda B en 2011.

### CD Tenerife y FC Cartagena
El 29 de junio de 2011 se anunció su incorporación al CD Tenerife de Segunda B.Tras su primera campaña en el club tinerfeño, renovó su contrato hasta junio de 2014.En su segunda temporada continuó como titular y logró el ascenso a Segunda División, pero en agosto de 2013 llegó a un acuerdo para rescindir su último año de contrato.
El 20 de agosto de 2013 fue presentado como nuevo jugador del FC Cartagena de Segunda B.En su primera campaña en el club, el club peleó el ascenso a Segunda División pero las lesiones le impidieron jugar la mayor parte de la temporada.En la siguiente temporada jugó treinta encuentros como titular en una temporada marcada por los impagos del club, aunque evitó el descenso a Tercera División.

### Sestao River y Bermeo FT
El 30 de julio de 2015 fichó por el Sestao River de Segunda B.En el cuadro verdinegro fue titular en la primera temporada, pero en la segunda estuvo lesionado la mayor parte de la campaña.Tras el descenso del club sestaotarra en 2017, decidió regresar a su localidad natal para jugar en el Bermeo FT de Tercera División.Tras dos campañas en el club bermeano, dejó su carrera como futbolista.

## Selección nacional
Fue internacional en categorías inferiores de la selección española. El 6 de mayo de 2001 se proclamó campeón de la Eurocopa sub-16, siendo titular, junto a dos leyendas como Andrés Iniesta y Fernando Torres.En septiembre participó en el Mundial sub-17 de 2001, donde fueron eliminados en fase de grupos.
También fue internacional sub-19 y sub-21 en dos ocasiones.Además, en el verano de 2005 se proclamó campeón de los Juegos Mediterráneos.

## Clubes
| Club                   | País   | Año       |
| ---------------------- | ------ | --------- |
| C.D. Basconia          | España | 2002-2003 |
| Bilbao Athletic        | España | 2003-2005 |
| C.D. Numancia (Cedido) | España | 2005      |
| Athletic Club          | España | 2005-2007 |
| C.D. Numancia (Cedido) | España | 2006-2007 |
| Deportivo Alavés       | España | 2007-2008 |
| Albacete Balompié      | España | 2008-2011 |
| C.D. Tenerife          | España | 2011-2013 |
| F.C. Cartagena         | España | 2013-2015 |
| Sestao River C.        | España | 2015-2017 |
| Club Bermeo            | España | 2017-2019 |

## Palmarés
| Título               | Club          | País       | Año  |
| -------------------- | ------------- | ---------- | ---- |
| Eurocopa Sub-16      | España Sub-16 | Inglaterra | 2001 |
| Juegos Mediterráneos | España Sub-23 | España     | 2005 |